# Spodnja Gorica
Spodnja Gorica – wieś w Słowenii, w gminie Rače-Fram. W 2018 roku liczyła 259 mieszkańców.